# Salix turnorii
Salix turnorii — вид квіткових рослин із родини вербових (Salicaceae).

## Морфологічна характеристика
Це кущ 1–2.5 метра (утворює клони відводками). Гілки жовто-коричневі чи жовто-сірі, не чи слабо сизі, (з іскристими кристалами воску, тьмяні чи злегка блискучі), волосисті чи ворсинчасті; гілочки сіро-бурі чи червоно-бурі, запушені, ворсинчасті чи оксамитові. Листки на ніжках 4–13 мм; найбільша листкова пластина вузько видовжена, вузько-еліптична, еліптична, зворотно-ланцетна чи ланцетна, 26–47 × 7.5–15 мм; краї злегка вигнуті чи плоскі, зубчасті чи пилчасті; верхівка від загостреної до гострої; абаксіальна (низ) поверхня сиза, гола, волосиста, ворсинчаста чи довго-шовковиста; адаксіальна поверхня тьмяна, рідко чи помірно густо-волосиста чи довго-шовковиста, особливо на середній жилці; молода пластинка червонувато- чи жовтувато-зелена, рідко чи помірно густо, довго-шовковиста чи запушена абаксіально, волоски білі. Сережки розквітають безпосередньо перед чи під час появи листя; тичинкові 16–30 × 8–10 мм, маточкові 18–22 × 9–11 мм. Коробочка 2.5–5 мм.

## Середовище проживання
Канада (Саскачеван). Населяє активні піщані дюни; 200–300 метрів.